# Gewerbliche Schule Im Hoppenlau Stuttgart
Die Gewerbliche Schule Im Hoppenlau (GSIH) in Stuttgart ist eine berufliche Schule im gewerblichen Bereich in Baden-Württemberg. Sie befindet sich im Stuttgarter Westen.

## Geschichte
Am 19. Juni 1926 wurde sie als „Gewerbeschule“ eingeweiht – mit Abteilungen für das Buchgewerbe, Grafik, Bekleidungsgewerbe, Nahrungsmittelberufe, Zahntechniker, Feinmetallberufe und Gärtner. 1933 kamen die Fachklassen der Bäcker hinzu. 1936 wurden die Fachklassen für Schneider, Schuhmacher, Polsterer und Chemotechniker nach Stuttgart-Feuerbach abgegeben. Auch die grafischen und Druckberufe verselbständigten sich nach dem Zweiten Weltkrieg. Köche und Kellner wurden an die Landesberufsschule für das Hotel- und Gaststättengewerbe – Paul-Kerschensteiner-Schule – in Bad Überkingen abgegeben. Gärtner und Floristen wanderten nach Stuttgart-Hohenheim ab. Dafür kamen in der Folge Zahnarzthelferinnen und Müller an die Schule, weiterhin Konditoren und Verkäuferinnen im Nahrungsmittelhandwerk, außerdem Arzt- und Tierarzthelferinnen. Es wurden Meisterschulen für Zahntechniker, Fleischer, Konditoren, Müller und Verkaufsleiterinnen gebildet.
Das Stammgebäude aus dem Jahr 1926 an der Rosenberg-/Ecke Seidenstraße wurde 1944 zerstört, aber nach 1945 wieder aufgebaut. Es kam noch ein Gebäudeteil in der Forststraße hinzu. Der Platz reichte dennoch nicht aus, so dass zwei Berufsgruppen jeweils in Außenstellen (Am Klingenbach 19 und Siemensstraße 52a) unterrichtet werden mussten.
Der Name „Hoppenlau“ stammt vermutlich von der „Lohe des Huopo“, also einem kleinen Wäldchen, das einem Stammesfürsten namens Huopo gehörte. Auch der benachbarte Hoppenlaufriedhof führt diesen Namen.

## Struktur
An der Schule werden ca. 1500 Schüler von 75 hauptamtlichen und nebenberuflichen Lehrkräften unterrichtet (Stand: Oktober 2013).

### Berufsfelder
Die Schule gliedert sich in drei Berufsfelder und 13 Einzelberufe:
- Berufsfeld Nahrung
  - Bäcker
  - Fleischer
  - Konditoren
  - Müller (Verfahrenstechnologe/technologin Mühlen- und Getreidewirtschaft)
  - Verkäuferinnen in Bäckerei und Konditorei
  - Verkäuferinnen im Fleischerhandwerk
- Grundstufe im Hotel- und Gaststättengewerbe
  - Köche
  - Restaurantfachfrauen und -männer
  - Hotelfachfrauen und -männer
  - Fachfrauen und -männer für Systemgastronomie

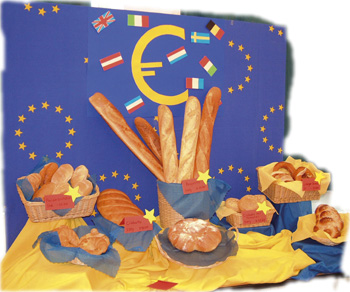
Backwarenpräsentation

  - Fachpraktiker Küche (Beiköche)
- Berufsfeld Körperpflege
  - Friseure
  - Kosmetikerinnen

### Meisterschulen
Darüber hinaus gibt es Meisterschulen (Fachschulen) für:
- Konditoren
- Müller

### Zusatzklassen
Es existieren zusätzliche Klassen:
- Berufsfachschule für Körperpflege (einjährig, BFK)

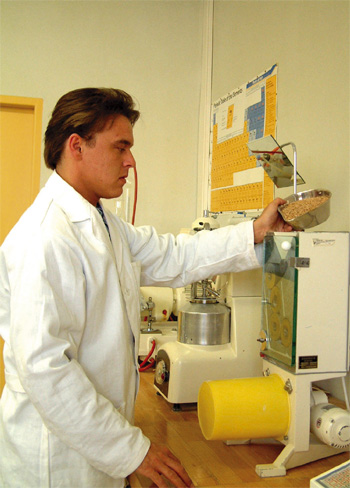
Getreide- und Mehllabor

- Berufsvorbereitungsjahr (BVJ)
- Berufseinstiegsjahr (BEJ)

## Landesakademie Baden-Württemberg für Veterinär- und Lebensmittelwesen (AkadVet)
Am 28. Februar 2011 wurde die Landesakademie mit Sitz an der Hoppenlau-Schule durch Verbraucherschutzminister Rudolf Köberle eingeweiht. Ziel der Einrichtung ist es, die Aus-, Fort- und Weiterbildung des Kontrollpersonals für die Lebensmittelüberwachung in Baden-Württemberg für die Zukunft zu garantieren. Die AkadVet wird vom Land Baden-Württemberg, dem Landkreistag und dem Städtetag getragen. Durch die in der Schule vorhandenen Werkstätten, Labore und Fachlehrer der Nahrungsbranche entstehen Synergieeffekte, die beiden Einrichtungen zugutekommen.

## Werkstätten und Labore
Die Hoppenlauschule zeichnet sich dadurch aus, dass die Werkstätten, Labors, Friseursalons, Kosmetikräume sehr viel Platz einnehmen und ein großer Teil des Unterrichts praktische Arbeit in diesen Räumen ist.
Sie finden in der Schule z. B.
- eine komplett ausgestattete Mühle (einschließlich Futtermittel- und Flockenherstellung und einem Mehllabor)
- ein Backtechnikum mit zwei Backstuben
- mehrere Konditorwerkstätten
- eine Fleischerei (einschließl. eigener Räucheranlage)
- Werkstätten/Ladeneinrichtungen/Cafe für Verkäuferinnen im Nahrungsmittelhandwerk
- zahlreiche Werkstätten/Salons für Friseure
- einen voll ausgestatteten Kosmetiksalon einschließlich Labor

## Schulteilung
Ab dem Schuljahr 2013/14 werden die Gesundheitsberufe (die medizinischen, tiermedizinischen und zahnmedizinischen Fachangestellten sowie die Zahntechniker/-innen und Zahntechnikmeister/-innen) an die neu gegründete „Alexander-Fleming-Schule“ (Berufliche Schule für Gesundheit und Pflege) umgesiedelt. Dort werden außerdem die Pflegeberufe und pharmazeutisch-kaufmännische Angestellte integriert. Das Gebäude für die Schule wurde nördlich des Pragfriedhofs auf dem C1-Areal von Stuttgart 21 errichtet.
Die frei werdenden Räume an der Hoppenlauschule werden genutzt, um die Berufsgruppen aus der Außenstelle wieder in das Hauptgebäude zu integrieren. Weiterhin wird die Grundstufe der Hotel- und Gaststättenberufe (Koch/Köchin, Restaurantfachfrauen und -männer, Hotelfachfrauen und -männer, Fachfrauen und -männer für Systemgastronomie, Fachpraktiker Küche) in die Hoppenlauschule integriert.

## Bekannte Schüler
- Willi Pfannenschwarz, Gründer und Eigentümer von Seitenbacher GmbH Naturkost. Ausbildung und Abschlussprüfung zum Müller (1976).
- Peter Ramsauer, ehemaliger Bundesminister für Verkehr, Bau und Stadtentwicklung im Kabinett Merkel II. Ausbildung und Abschlussprüfung zum Müller (1977).
- Jürgen Klinsmann, Fußballtrainer und ehemaliger -spieler, Ausbildung und Abschlussprüfung zum Bäcker (1982).